# 阿塞爾·馬士基號
阿塞爾·馬士基號（丹麥語：Axel Mærsk）由丹麥的奧登塞鋼船廠建造，全長352.25米（1,155英尺8英寸），寬42.94米（140英尺11英寸），吃水15.03米（49英尺4英寸） ，其容量為9318 TEU。註冊於丹麥，於2002年4月5日動工，2003年1月19日完工，2003年3月3日交付並投入服務。